# Teateråret 1980

## Händelser

### Januari
- 1 januari - TV-pjäsen Den sista kärleken med Birger Åsander, Svea Holst Widén med flera har premiär i TV 1. [1]

### Maj
- 22 maj – Lasse Pöysti utnämns till ny chef för Kungliga Dramatiska Teatern från 1 juli 1981 efter Jan-Olof Strandberg.[2]

### September
- September - William Shakespeares Macbeth med Peter O'Toole spelas på Old Vic i London, England, Storbritannien.[3][4]

### Okänt datum
- Stadsteatern Norrköping-Linköping ombildas till en stiftelse under namnet Östgötateatern.

## Priser och utmärkelser
- O'Neill-stipendiet tilldelas Allan Edwall.
- Thaliapriset tilldelas Kim Anderzon.

## Årets uppsättningar

### Februari
- 11 februari - TV-pjäsen Det vita lyser i mörkret med Margaretha Byström, Frej Lindqvist, Peter Harryson, Pia Green med flera sänds i TV 1. [5]
- 17 februari - TV-pjäsen Huset i världens mitt med Mona Malm, Tommy Johnson, Björn Gustafson med flera sänds i TV 1. [6]

### Okänt datum
- Musikalen Pippi Långstrump av Astrid Lindgren blir en succé på Folkan i Stockholm. Siw Malmkvist spelar huvudrollen som Pippi.
- Komedien "Vågar vi älska" med Maj-Britt Nilsson ges på Vasan i Stockholm.

## Avlidna
- 29 februari – Tore Lindwall, 79, svensk skådespelare.